# Верхневолжский бейшлот
Верхнево́лжский бейшло́т (нидерл. bijsloot — «дорожная канава, кювет», от bij — «около, возле» и sloot — «канава») — плотина с перекрываемыми отверстиями для спуска воды в верховьях реки Волги, образующая Верхневолжское водохранилище, объединяющее в единый бассейн озёра Волго, Пено, Вселуг и Стерж. Расположена в 5 км ниже места вытекания реки Волги из озера Волго.

## Параметры
Плотина водосливная, шестипролётная, бетонная с земляными дамбами.
Длина плотины составляет 46 метров, по гребню 29,8 метров, ширина 16,1 метров, наибольшая высота 9,5 м, среднегодовой расход воды 29 м³/сек.
Максимальный напор 7 метров, годовое колебание уровня верхнего бьефа до 4,5 метров, нижнего около 0,1 м. Максимальная пропускная способность 420 м³/с.

### Водохранилище
Нормальный подпорный уровень (НПУ) 206,5 м, максимальный уровень 207,5 м, уровень мёртвого объёма 203,0 м. Площадь водохранилища при НПУ составляет 183 км², полезный объём 466 млн м³, среднегодовой объём стока 950 млн м³.

## История
Построена в 1843 году для улучшения работы Вышневолоцкой системы. Плотина была выполнена из дерева, на каменном фундаменте. Водоспуск состоял из пяти пролётов по 8,5 м, перекрываемых деревянными щитами. Глубина на пороге 5,3 м. С постройкой плотины, регулирующей сток в верховьях Волги, были улучшены условия для судоходства в межень благодаря попускам запасов воды, накапливаемых в половодье. Спуск воды через
бейшлот улучшил условия судоходства от Ржева до Нижнего Новгорода.
В 1941 году во время Великой Отечественной войны плотина была взорвана частями Красной армии.
Разрушение бейшлота было одним из элементов системы заграждений на Осташковском направлении, которое являлось правым флангом 22-й армии Западного фронта и 30-й, а затем 31-й армии Резервного фронта. Все искусственные сооружения в полосах обороны Западного и Резервного фронтов (Западное направление) были подготовлены к разрушению еще в июле 1941.

В 1943 году восстановлена в бетонных конструкциях с поднятием уровня на один метр, в честь этого около плотины стоит памятная стела.

## Галерея

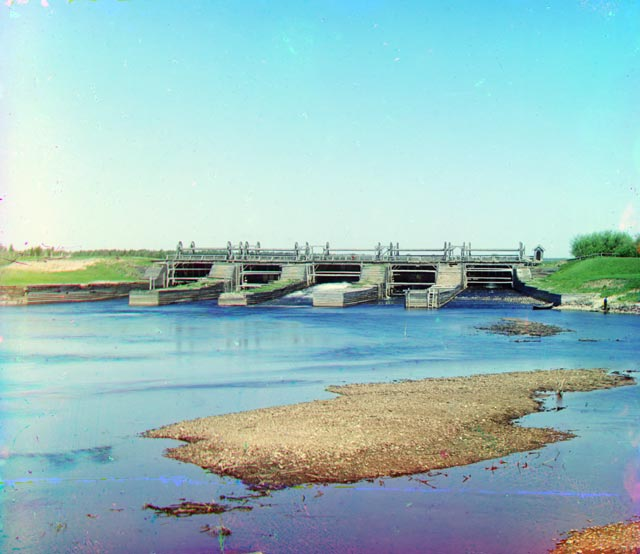
Верхневолжский бейшлот (фото С. М. Прокудина-Горского, начало XX века)
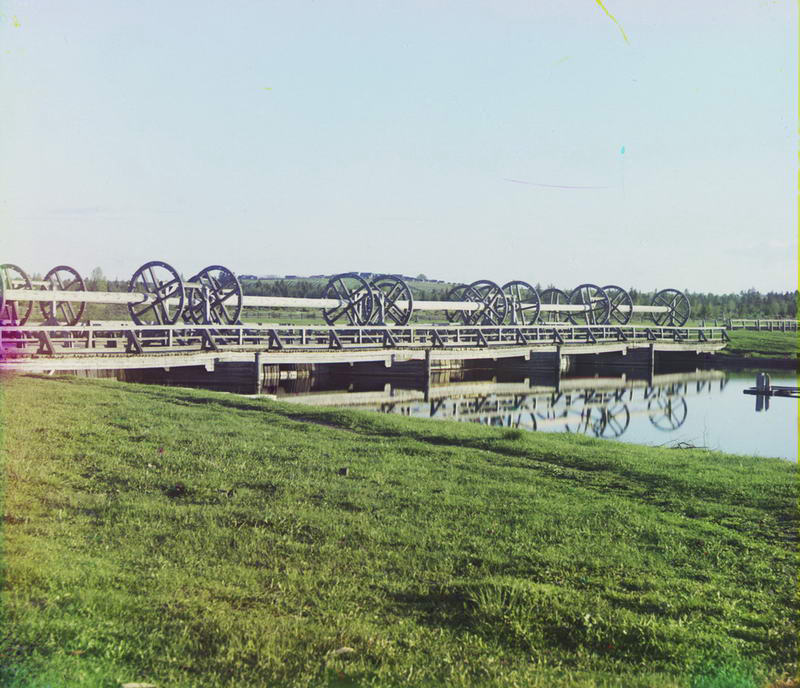
Верхневолжский бейшлот (фото С. М. Прокудина-Горского, начало XX века)
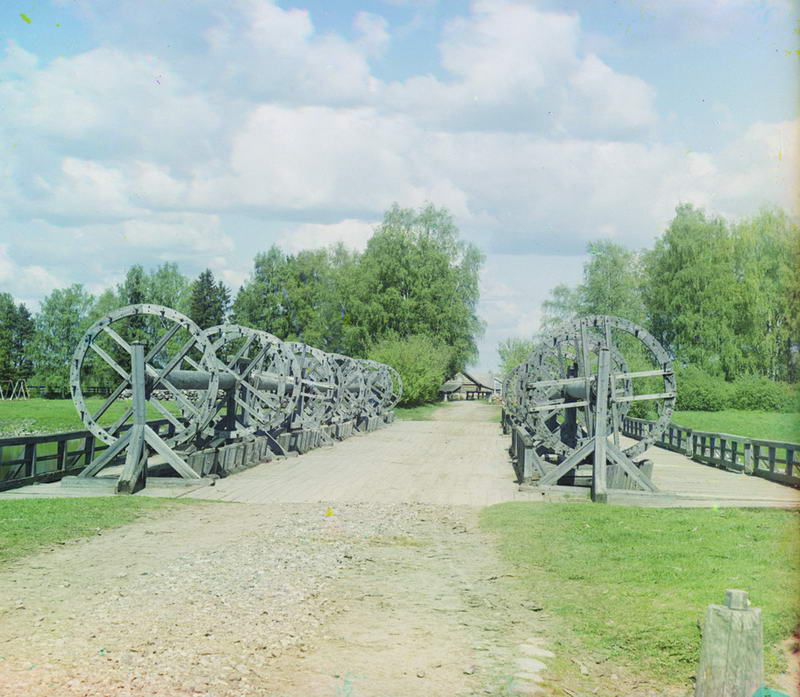
Верхневолжский бейшлот (фото С. М. Прокудина-Горского, начало XX века)
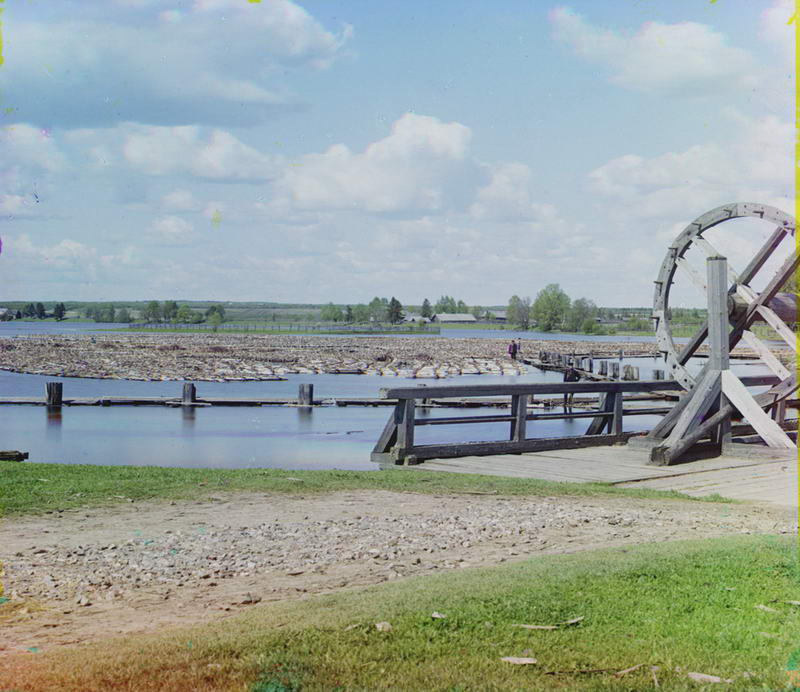
Верхневолжский бейшлот (фото С. М. Прокудина-Горского, начало XX века)